# Kašna se sousoším sv. Jana Nepomuckého (Hradec Králové)
Kašna se sousoším svatého Jana Nepomuckého je pískovcová čtyřboká kašna stojící uprostřed Malého náměstí v Hradci Králové. Barokní kašna z roku 1772, v jejímž středu je umístěné sousoší svatého Jana Nepomuckého z roku 1718, byla v roce 1958 zařazena mezi kulturní památky.

## Historie
V místech kašny byla již ve středověku, zřejmě krátce po vzniku náměstí, vyhloubena obecní studna. V oblasti Malého náměstí se nacházelo několik studní, nejednalo se však zřejmě o kvalitní zdroje vody, protože většina z nich byla ještě v průběhu středověku zasypána. V průběhu 15. století můžeme předpokládat, že byla studna přebudována na obecní kašnu, do které byla voda přiváděna skrze dřevěné roury. K dalším úpravám došlo v roce 1772, kdy byla kašna barokně přestavěna a do jejího středu bylo umístěno sousoší svatého Jana Nepomuckého. Do začátku 20. století plnila kašna funkci vodního rezervoáru pro místní obyvatele.
Původní barokní sousoší svatého Jana Nepomuckého na podstavci nechal zhotovit hradecký měšťan a pozdější císařský rychtář Jan Antonín Friedrich, a to v roce 1718. Neznámým autorem je pravděpodobně žák M. B. Brauna. Sousoší bylo umístěno poblíž cesty u Pražské brány na Pražském Předměstí, v místech bývalého středověkého dominikánského kláštera. V roce 1757 hradecký magistrát rozhodl o pravidelném opravování sochy z obecního důchodu. Z důvodu stavby královéhradecké pevnosti musela být socha v roce 1772 přemístěna na Malé náměstí, kde se stala součástí místní kašny. Fyzický stav sousoší se však postupně zhoršoval. Proto bylo kolem roku 1930 z důvodu vysoké umělecké hodnoty originální sousoší umístěno do depozitáře Městského historického muzea a na jeho místo byla usazena přesná kopie z dílny královéhradeckého sochaře Josefa Václava Škody. Úpravami prošla památka také v roce 1977, následně v letech 1999–2000, kdy došlo k celkové rekonstrukci památky.

## Popis
Pískovcová kašna na čtyřbokém půdorysu má zaoblené rohy, plný parapet ukončený římsou a kolem kamenný stupeň. Sousoší představuje svatého Jana Nepomuckého v obvyklém kanovnickém rouchu, prostovlasého, vstávajícího od stolku po pravé straně a vzhlížejícího zbožně vzhůru. Zezadu k němu přistupují dva andělé a pozvedají ho vzhůru. Světec ve své pravé ruce drží krucifix, levou v uctivém gestu drží na prsou. Sousoší spočívá na hmotném trojdílném podstavci čtyřbokého půdorysu se stojatými volutami v okosených nárožích. Kolem nich se sokl i římsa půdorysně zalamují. Na čelní straně podstavce v oválné kartuši je nápis.